# Ай (Челябинская область)
Ай — посёлок железнодорожной станции в Златоустовском городском округе Челябинской области.

## География
Расположен в нескольких километрах юго-восточнее села Медведевка, в непосредственой близости от одноимённой реки.
В посёлке находится одноимённая ж/д станция.

## История
До 2022 года входил в состав Медведевского сельского поселения Кусинского района.

## Название
Посёлок расположен на берегу реки Ай, по которой и назван.

## Население
| 2002 | 2010 | 2021 |
| ---- | ---- | ---- |
| 19   | ↘10  | ↘0   |

По данным Всероссийской переписи, в 2010 году численность населения посёлка составляла 10 человек (4 мужчин и 6 женщин).

## Улицы
В настоящее время в посёлке нет ни одной улицы.